# 阳城镇 (芮城县)
阳城镇，是中华人民共和国山西省运城市芮城县下辖的一个镇。

## 行政区划
阳城镇下辖以下地区：
东任村、西任村、阳城村、新村、常村、江口村、翟家村、阳祖村、杜庄村、孙涧村、西尧村、永丰村、胡营村、韩王村、北里村、阳干村和东风村。